# St.-Ludgerus-Kirche (Norden)

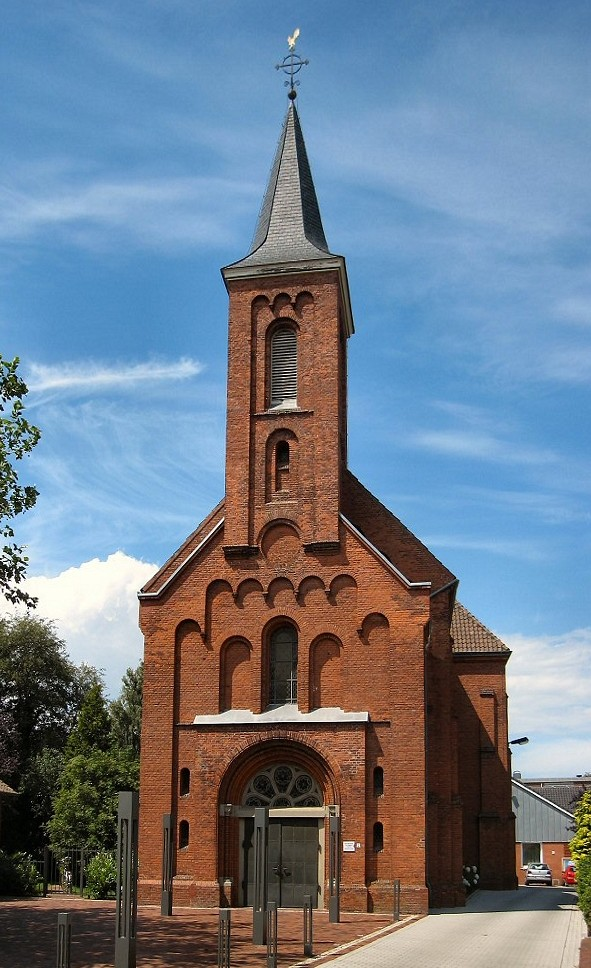
St.-Ludgerus-Kirche

Die katholische St.-Ludgerus-Kirche in der ostfriesischen Stadt Norden (Landkreis Aurich) wurde im Jahre 1885 errichtet, sie gehört zum Dekanat Ostfriesland des Bistums Osnabrück.

## Geschichte
Nach der Reformation existierte im lutherischen Norden keine römisch-katholische Kirchengemeinde mehr und die Emder Konkordate verhinderten die Neubildung einer solchen. Katholische Gottesdienste fanden unregelmäßig zunächst im Untergrund statt und später regelmäßig auf Betreiben der streng katholischen Ehefrau des Dodo zu Innhausen und Knyphausen in der Kapelle des Lütetsburger Schlosses. Für 1720 sind katholische Gottesdienste in einer Mietkammer an der Großneustraße 1 in Norden bezeugt.
Am 4. Januar 1779 erlaubte der Preußenkönig Friedrich der Große per Dekret den Katholiken in Norden und Umgebung die freie Religionsausübung. Daraufhin wurde in einem Gebäudekomplex an der Sielstraße 55/56 eine dem Erzengel Michael geweihte Kapelle nebst Pfarrhaus und Schule eingerichtet. Diese war laut Pfarrer Franz-Josef Strieker, der von 1852 bis 1861 hier Dienst tat, kaum größer als zwölf mal sieben Meter und eher ein „ärmlicher Bethsaal zu nennen, in einer Weise unscheinbar und versteckt gelegen, als wenn sich die katholische Gemeinde zu verbergen hätte oder auch nur eine geduldete oder unterdrückte Sekte wäre.“ Zudem sei das Gotteshaus von außen nicht als solches zu erkennen. Anfang 1859 zogen Helfer in zwei Großbezirken des Bistums, Aurich und Osnabrück, von Haus zu Haus, um Geld für den geplanten Kirchbau in Norden zu sammeln. Ein unkündbares zinsloses Darlehen des Münsteraner Pelzhändlers Josef Hötte sicherte schließlich die Finanzierung. Nach Ablauf von zehn Jahren sollte die Abzahlung beginnen, „wenn sie (Anm.: die Gemeinde) dazu in der Lage ist“.
Im Jahre 1864 wurde an der Osterstraße 20 zunächst ein Pfarrhaus mit Kapelle und 1885 auf dem hinteren Grundstücksbereich ein reguläres Gotteshaus errichtet. Dem Wunsch des Stifters Hötte entsprechend wurde die Kirche dem heiligen Liudger gewidmet, dem bereits die Norder evangelische Ludgerikirche gewidmet war.
Einen starken Wachstumsschub erfuhr die Ludgerus-Gemeinde nach dem Zweiten Weltkrieg durch den Zuzug Heimatvertriebener aus Schlesien. Heute zählt sie etwa 3.800 Gemeindemitglieder. St. Ludgerus ist auch ein regionaler Treffpunkt der katholischen Vietnamesen. Viele Boatpeople ließen sich in Norden selbst nieder.

## Architektur
St. Ludgerus ist eine Backsteinkirche in neuromanischen Formen. Der schlichten Saalkirche sind im Norden ein Querhaus und der rechteckige Chor, im Süden eine schmalere Portalvorhalle mit Ziergiebel und aufgesetztem Turm angefügt. Hier ist die Außenwand mit Blendarkaden, Bogenfriesen und Lisenen gegliedert. Das Portal krönt ein halbkreisförmiges Maßwerkfenster.

## Ausstattung

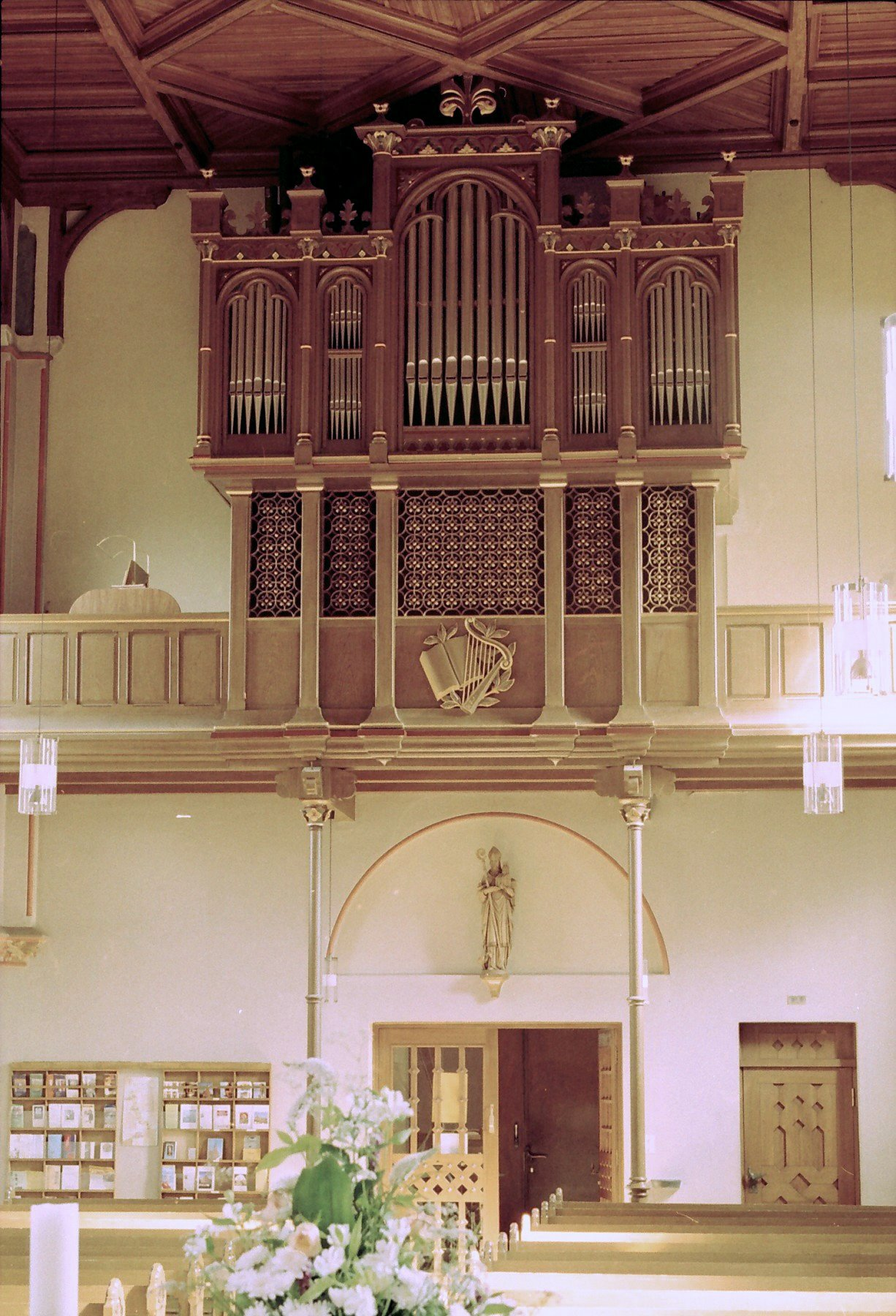
Blick auf die Sauer-Orgel hinter historischem Prospekt

Die ursprünglich in Lütetsburg und der Norder Michaelskirche genutzten Vasa Sacra sind nicht mehr vorhanden. Das heutige Kirchengerät stammt aus der Zeit um 1884.

### Orgel
Eine Orgel erhielt die Kirche im Jahre 1890. Das Instrument mit einer einmanualigen mechanisch gesteuerten Kegellade baute Johann Diepenbrock. Im Jahre 2007 wurde von der Firma Westfälischer Orgelbau S. Sauer aus Höxter-Ottbergen ein neues Instrument erbaut. Dabei blieb der Prospekt Diepenbrocks im Stil des Historismus erhalten. Das neue Instrument verfügt über zwei Manuale und Pedal sowie 1481 Pfeifen. Beim Bau dieser neuen Orgel wurden Windladen, Pfeifenwerk und Spieltisch von der ehemaligen Seifert-Orgel der Pfarrkirche St. Cyriakus in Weeze übernommen.
| I Hauptwerk C–g3 |                    |       |
| 1.               | Prinzipal          | 8′    |
| 2.               | Lieblich Gedackt   | 8′    |
| 3.               | Oktave             | 4′    |
| 4.               | Koppelflöte        | 4′    |
| 5.               | Nachthorn          | 2′    |
| 6.               | Sesquialtera I–III | 2 ⁄3′ |
| 7.               | Mixtur IV–V        | 1 ⁄3′ |
| 8.               | Trompete           | 8′    |
|                  | Tremulant          |       |

| II Brustwerk C–g3 |              |       |
| 9.                | Rohrflöte    | 8′    |
| 10.               | Prinzipal    | 4′    |
| 11.               | Spitzgedackt | 4′    |
| 12.               | Oktave       | 2′    |
| 13.               | Quinte       | 1 ⁄3′ |
| 14.               | Scharff IV   | 1′    |
| 15.               | Krummhorn    | 8′    |
|                   | Tremulant    |       |

| Pedal C–f1 |            |     |
| 16.        | Subbass    | 16′ |
| 17.        | Offenbass  | 8′  |
| 18.        | Bartpfeife | 4′  |
| 19.        | Piffaro II | 2′  |
| 20.        | Fagott     | 16′ |

- Koppeln: II/I, I/P, II/P
- Spielhilfen: Handregister, eine freie Kombination, Pleno, Zungenabsteller